# Lugares Colombinos
El término Lugares Colombinos fue acuñado por estudiosos e historiadores del descubrimiento de América para denominar a los lugares en los cuales Cristóbal Colón realizó los preparativos para el primer viaje colombino.
Posteriormente se oficializa como figura de protección cultural e histórica con el Decreto 553/1967, de 2 de marzo, del Gobierno de España, por el que fue declarada Conjunto histórico artístico de la provincia de Huelva, en torno a aquellos lugares andaluces que tuvieron una especial relevancia en la preparación y la realización del primer viaje de Cristóbal Colón, que dio como resultado el descubrimiento de América.
Esa primera figura de protección fue adaptada y ampliada por la Junta de Andalucía, mediante el Decreto 167/2016, de 18 de octubre, por el que se inscriben en el Catálogo General del Patrimonio Histórico Andaluz, como bien de interés cultural (BIC), con la tipología de sitio histórico y conjunto histórico de los Lugares Colombinos.
Adicionalmente, el 29 de enero de 2016, la candidatura "Monasterio de Santa María de La Rábida y los Lugares Colombinos de Huelva" fue inscrita en la Lista Indicativa de España del Patrimonio de la Humanidad, en la categoría de bien cultural (n.º ref. 6080), como propuesta para ser declarada Patrimonio de la Humanidad.
El 13 de abril de 2018 también se inició el proyecto para presentar la candidatura de los Lugares Colombinos a Sello de Patrimonio Europeo. El consejo de Patrimonio Histórico del Ministerio de Cultura de España aprobó por unanimidad la candidatura defendida por la Diputación de Huelva para que los Lugares Colombinos opten a la concesión a sitio temático transnacional europeo.
Ambas figuras de protección de los Lugares Colombinos, incluyen como conjunto histórico a dos localidades de la provincia de Huelva: una es Palos de la Frontera (dentro de su término municipal se encuentra además el monasterio de La Rábida), y la otra localidad es Moguer. Esos lugares fueron frecuentados en múltiples ocasiones por el almirante, en ellos recibió ayuda y colaboración para el proyecto que pretendía realizar, los franciscanos del monasterio de La Rábida, los hermanos Pinzón de Palos de la Frontera, los hermanos Niño de Moguer y otras prestigiosas familias marineras de la zona tuvieron una destacada participación en la empresa descubridora.
La zona, después del descubrimiento de América sufrió un fuerte retroceso, especialmente Palos, debido entre otras cosas a la emigración hacía las nuevas tierras descubiertas. El olvido de los hechos protagonizados por estos lugares y sus gentes fue, en parte, corregido en el siglo XIX por el escritor neoyorkino Washington Irving, que con su visita a estos enclaves, sus libros sobre el tema y su diario hizo que se despertara el interés de historiadores y de otros estudiosos por los lugares protagonistas del primer viaje de Colón.
Los Lugares Colombinos mantienen fuertes vínculos de unión con el mundo iberoamericano, y son el principal referente histórico y cultural de la provincia de Huelva. En la XXV Cumbre Iberoamericana (2016) fue aprobado un comunicado, por los jefes de Estado y de Gobierno de América Latina, España, Portugal y Andorra, reiterando el compromiso con La Rábida como lugar de encuentro de la Comunidad Iberoamericana de Naciones.

## Palos de la Frontera

### Núcleo urbano de Palos de la Frontera

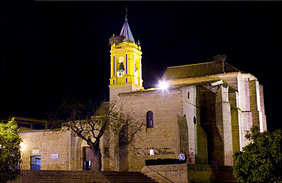
Iglesia de San Jorge Mártir

En Palos de la Frontera (Cuna del Descubrimiento de América) se encuentra la iglesia de San Jorge Mártir (siglo XV), donde se leyó la real provisión instando a la entrega de dos carabelas aprovisionadas a Colón. Fue declarada Monumento Nacional en 1931.
Cerca de esta Iglesia se encuentra el Puerto de Palos de la Frontera, puerto fluvial del que partió la expedición descubridora, constituido por 7 hornos (dos de cerámica, uno de alimentos, uno de cal y un gran horno de ladrillos y teja), una alota, los astilleros y la fuente la Fontanilla. Desde la Puerta de los Novios de la Iglesia de San Jorge se accedía al histórico muelle del que partió la expedición descubridora de América, junto al cual se encontraba la Fontanilla, que era la fuente pública de Palos, construida sobre un antiguo brocal de época romana y protegida por un templete o tetrapylum, construido con ladrillos en el siglo XIII al estilo mudéjar, donde, según afirma la tradición, se abastecieron de agua las naves Santa María, la Niña y la Pinta.
Los gastos de la Niña y la Pinta para el viaje descubridor corrieron por cuenta del concejo de Palos, en pago de la real provisión anteriormente citada.

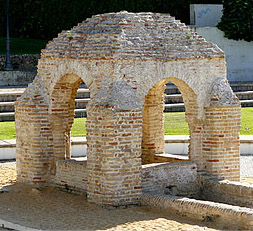
La Fontanilla

De esta localidad eran también los hermanos Pinzón (Martín Alonso Pinzón, Vicente Yáñez Pinzón y Francisco Martín Pinzón), codescubridores de América. Martín Alonso, el mayor de los hermanos, fue determinante para la empresa descubridora, ya que gracias a su prestigio como armador y experto marino se consiguió animar a la marinería de toda la comarca, además contribuyó notoriamente en la empresa aportando la tercera parte de los gastos en metálico y desechando las primeras naves embargadas por Colón contratando otras más adecuadas. Se puede visitar la casa-museo de dichos hermanos en esta localidad, de la cual se conserva su fachada del siglo XV, y parte de su solería original.
También se puede pasear por las orillas del río Tinto en el entorno del muelle de la Calzadilla, de donde partió el Raid aéreo Plus Ultra, lugar muy cercano a donde se encontraba el histórico puerto de Palos (hoy día desaparecido por la pérdida de caudal del río y la colmatación sufrida a lo largo de los años), cerca se encuentra un antiguo camino rural que llega hasta el paraje de la Rábida.

### La Rábida

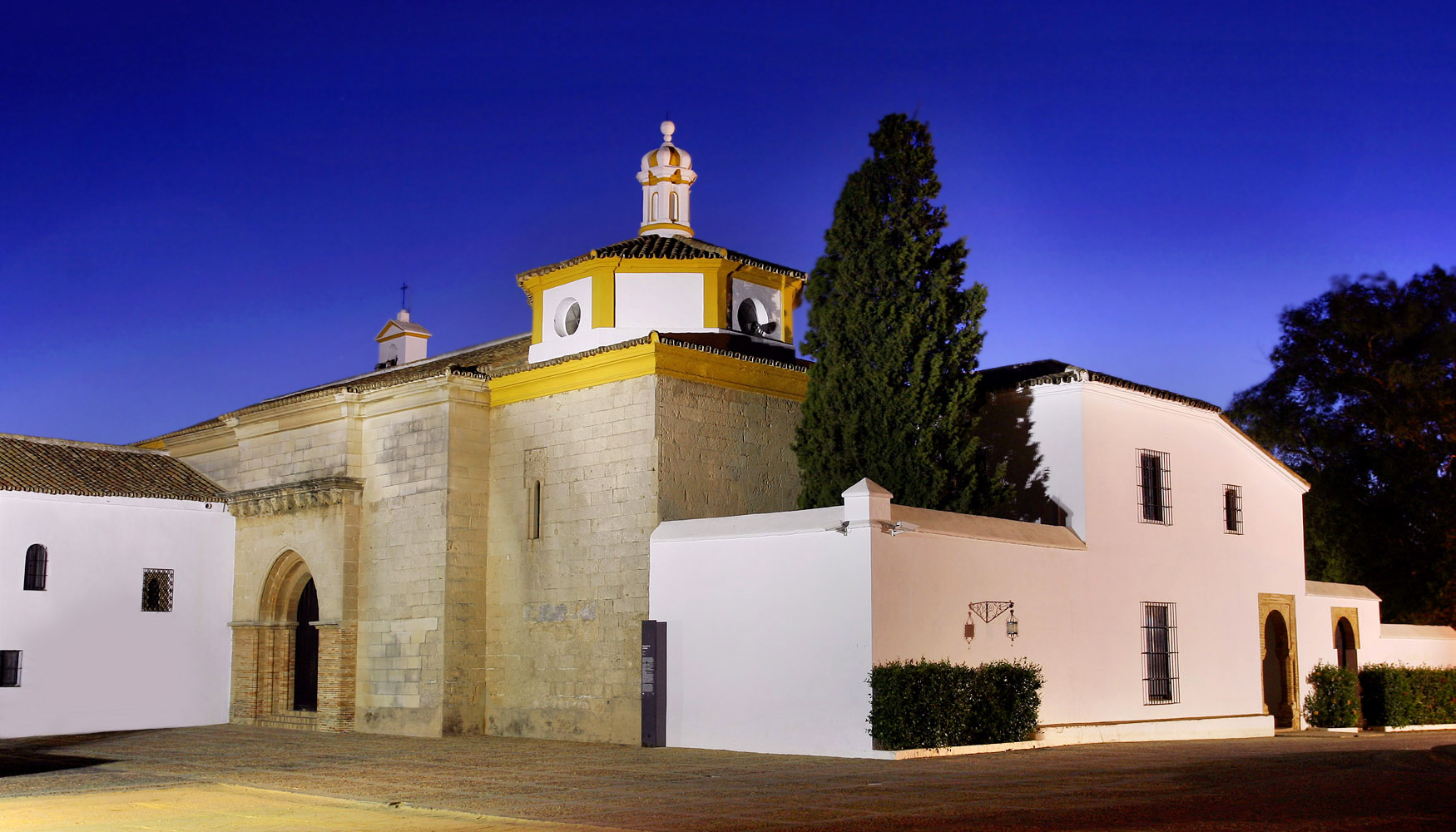
Monasterio de La Rábida

A escasos 3 kilómetros del casco urbano, cerca de la desembocadura del río Tinto, se erige el cenobio franciscano de Santa María de La Rábida (siglos XIV-XV), donde en 1485 llegó por primera vez Cristóbal Colón con su hijo Diego, cansado y desanimado después de su fracaso con Juan II en la corte portuguesa.

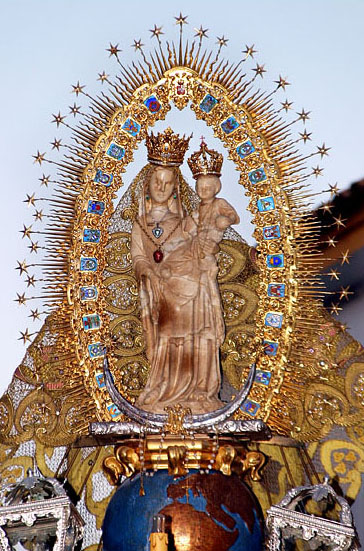
N.ª S.ª de los Milagros

En este pequeño monasterio encontró hospitalidad, ayuda y apoyo, especialmente por parte de dos frailes fray Juan Pérez, guardián del Convento, que había servido la corte castellana como contador y confesor, y fray Antonio de Marchena, custodio y astrólogo famoso, consejero también de la corte de Castilla. Ambos religiosos le apoyaron ante la Corte y le ayudaron a conseguir las naves y tripulaciones que necesitaba. Dicho convento fue lugar de refugio y de desarrollo de la idea colombina, ya que sus religiosos eran grandes conocedores de las ciencias de aquella época.
Destacan por su interés artístico la iglesia gótico-mudéjar, así como las estancias decoradas con frescos de Daniel Vázquez Díaz, el claustro y el museo, donde se conservan numerosos objetos conmemorativos del Descubrimiento de América. Y, sobre todo, la titular del monasterio, Santa María de La Rábida - Virgen de los Milagros, conocida por ambos nombres indistintamente; data del siglo XIII aproximadamente y es una bella muestra de gótico manierista y elegante, que imprime a la figura una singular curvatura, de forma que cambia de aspecto por poco que se varíe la perspectiva. Ante esta misma imagen rezaron Cristóbal Colón y el resto de la marinería descubridora la noche antes de la partida. Fue coronada por Juan Pablo II el 14 de junio de 1993. Es la única imagen de la Virgen María coronada por el papa polaco en España.
El Monasterio fue declarado Monumento Nacional en 1856. Mereció además la declaración de Primer Monumento histórico de los pueblos Hispánicos. El 28 de febrero de 1992 le fue otorgada la por parte de la Junta de Andalucía la "Medalla de Oro de Andalucía". Así mismo, en la IX Cumbre Iberoamericana de jefes de Estado y Presidentes de Gobierno en su declaración de La Habana, se reconoció a La Rábida como lugar de encuentro de la Comunidad Iberoamericana de Naciones.
En el entorno de La Rábida se encuentra situado el Muelle de las Carabelas, instalación museística que alberga las reproducciones de la nao Santa María y las carabelas Pinta y Niña.

## Moguer

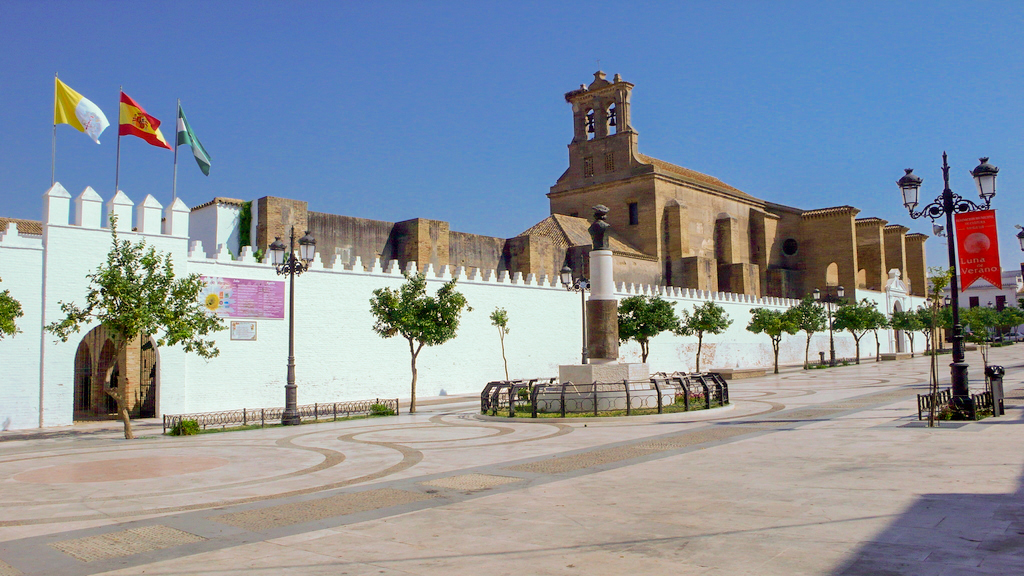
Monasterio de Santa Clara

En Moguer, Cristóbal Colón visitó el Monasterio de Santa Clara (siglo XIV), cuya abadesa, Inés Enríquez, tía de Fernando el Católico, apoyó el viaje descubridor ante la Corte. Destacan dentro de este Monasterio el claustro de las Madres, cuya planta baja, del siglo XIV y con reminiscencias almohades, forma el claustro conventual más antiguo de Andalucía; la enfermería, edificio renacentista del siglo XVI de dos plantas con columnas genovesas; y la propia iglesia del cenobio, de tres naves y ábside poligonal. El altar mayor está cubierto con el retablo tallado en 1642 por Jerónimo Velázquez, y en el coro se puede apreciar la única sillería nazarí que se conserva en España (siglo XIV). Junto a él se sitúa el Monumento a Colón.

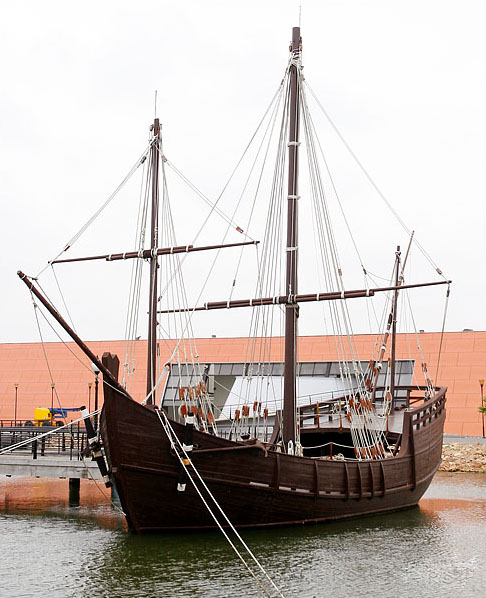
Réplica de la carabela "Niña" en el Muelle de las Carabelas. Esta carabela era propiedad de los Hermanos Niño

Colón también encontró apoyo en el clérigo Martín Sánchez y el hacendado Juan Rodríguez Cabezudo a quien confió la custodia de su hijo Diego, pero sobro todos, en los Hermanos Niño, que tuvieron una destacada participación en los preparativos y desarrollo del viaje descubridor. Una vez superadas las primeras reticencias al proyecto de Colón, se convirtieron en defensores del viaje, y pusieron todo su empeño en llevar a cabo la empresa colombina. Convencieron a su marinería, para que se alistaran en el viaje. La carabela Niña era de su propiedad, concretamente de Juan Niño, que se encargarían de prepararla antes de ser fondeada en el puerto de Palos para la partida. Esta carabela se construyó en los astilleros del Puerto de Moguer hacia 1488. También en este puerto, en cumplimiento de una de las provisiones que llevaba Colón concedidas por los Reyes Católicos, que obligaba a las villas de las costas andaluzas, se embargaron dos barcos en presencia del escribano moguereño Alonso Pardo, embarcaciones que más tarde fueron desechadas.
Tras regresar del viaje Descubridor, Cristóbal Colón pasó, junto a la tripulación de La Niña, la primera noche de vigilia, en la iglesia de Santa Clara, cumpliendo la promesa o Voto Colombino realizado en alta mar, cuando una tempestad estuvo a punto de hacer zozobrar la carabela La Niña, capitana en el viaje de regreso por el naufragio en América de la Santa María. Este Monasterio, fue declarado Monumento Nacional en 1931, y es junto al Convento de San Francisco, y el Puerto de Moguer los elementos Colombinos más destacados de Moguer.
Hoy, Moguer, también es conocido por ser la cuna del Premio Nobel Juan Ramón Jiménez, autor de Platero y yo. Se puede visitar su Casa Museo (siglo XVIII), la casa natal (siglo XIX) y la finca de Fuentepiña (siglo XIX).

## Motivación histórica
Los Reyes Católicos, particularmente la reina Isabel I de Castilla, decidieron ayudar a Cristóbal Colón en su proyecto de llegar a Asia por el oeste, atravesando la mar océana. El 17 de abril de 1492, Colón firmó con los reyes las Capitulaciones de Santa Fe, documentos por los cuales se autorizó, sin financiar, la expedición de Cristóbal Colón a las Indias por el mar hacia occidente. Además se le concedieron a Colón una serie de prebendas y títulos, entre ellos: Almirante, Gobernador, Virrey y el 10 % de las riquezas. También se firmaron varias provisiones y cédulas para que ayudasen a Colón en aquellas villas y puertos de mar a las que se dirigía.

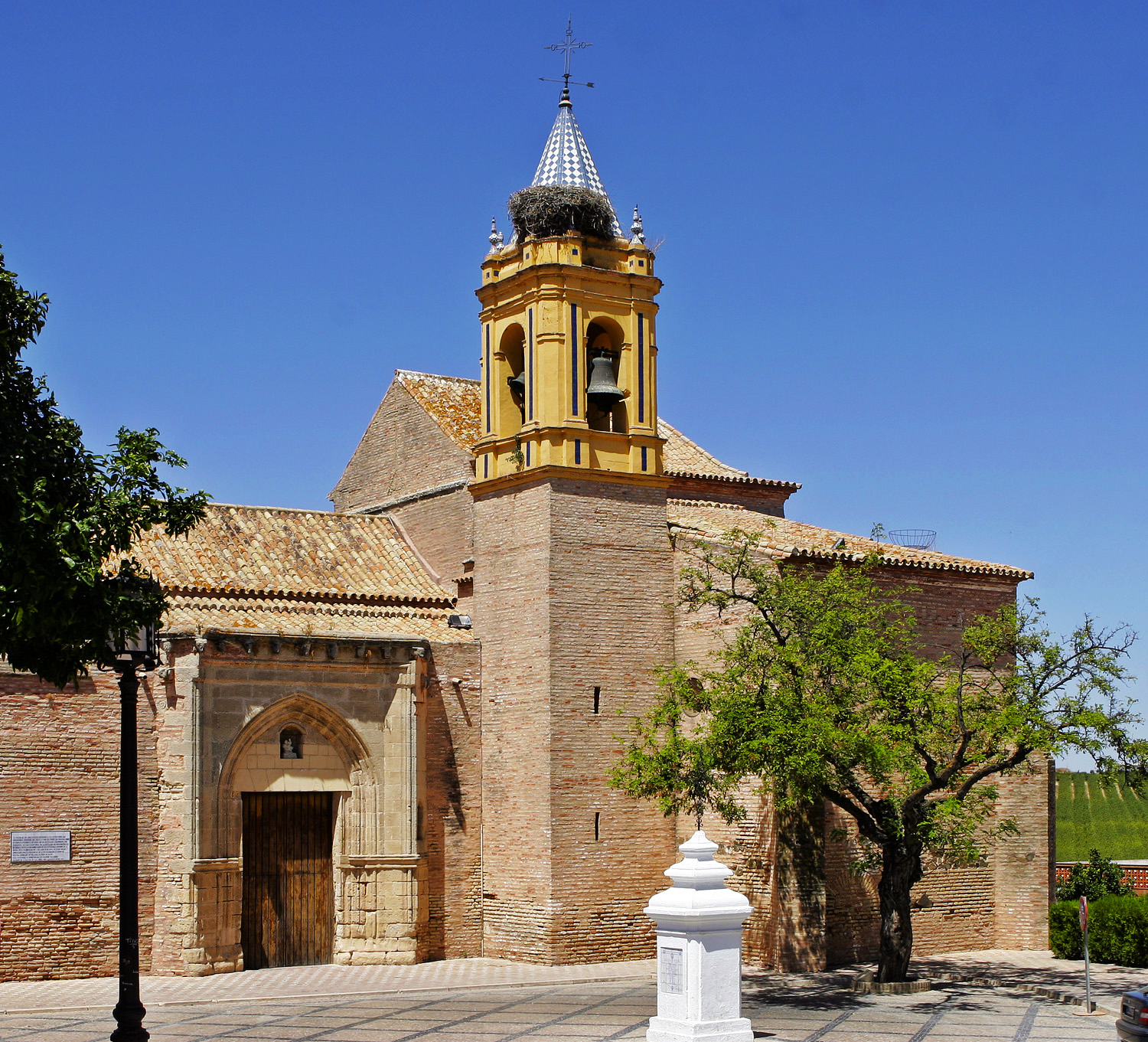
Iglesia de San Jorge Mártir de Palos de la Frontera. En su plaza se leyó la Real Provisión

Una provisión fue dirigida a la villa de Palos de la Frontera por una sanción impuesta a algunos de los vecinos de esta villa. El 23 de mayo de 1492, a las puertas de la Iglesia de San Jorge de Palos de la Frontera, en presencia de Cristóbal Colón, fray Juan Pérez y las autoridades locales, se dio lectura a la Real Provisión, firmada por los Reyes Católicos, en la que se ordenaba a ciertos vecinos de la villa palerma poner a disposición de Colón dos carabelas totalmente armadas y aparejadas.

Dirigida a ciertos vecinos de Palos para que entreguen a Cristóbal Colón dos carabelas
... Vien sabedes como por algunas cosas fechas e cometidas por vosotros en desserbicio nuestro, por los del nuestro Consejo fuistes condenados a que fuesedes obligados a nos serbir dos meses con dos carabelas armadas a vuestras propias costas e espensas cada e quando e doquier que por nos vos fuese mandado so ciertas penas, segund que todo más largamente en la dicha sentencia que contra vosotros fue dada se contiene. E agora, por quanto nos avemos mandado a Christoval Colón que vaya con tres carabelas de armada, como nuestro capitán de las dichas tres carabelas, para ciertas partes de la mar océana sobre algunas cosas que cunplen a nuestro servicio e nos queremos que llebe consigo las dichas dos carabelas con que asy nos aveis de servir...
Granada, 30 de abril de 1492.
Archivo General de Indias. Signatura: PATRONATO, 295, N.3.

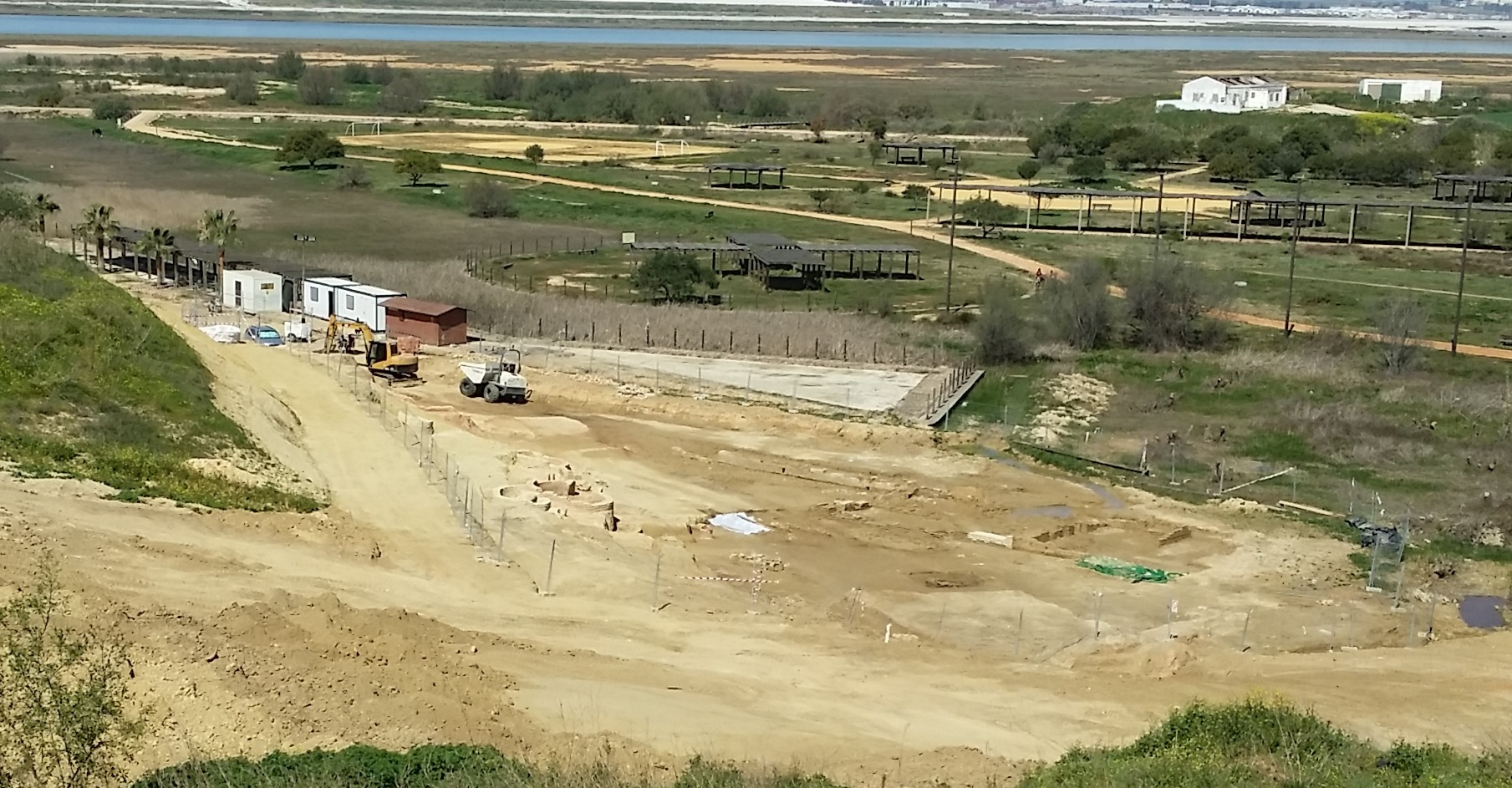
Excavaciones arqueológicas en el histórico Puerto de Palos

Los vecinos a los que es referida dicha provisión contestarían:

... que estaban presto de la cumplir en todo y por todo segund sus Altezas lo mandan...
Parte trasera de la Real Provisión.

pero la marinería de la zona, que no era obligada por la real provisión, no estaba dispuesta a formar parte de la expedición con un desconocido, como lo era Colón para aquellos hombres. Independientemente de la mayor o menor credibilidad de las ideas colombinas, los hombres de Palos nunca secundarían al genovés a no ser que le acompañara algún navegante respetado en la villa. Con la oposición de los vecinos y de los marineros, Colón recurrió a una de las provisiones expedidas por los monarcas en la que se le concedió permiso para reclutar marineros entre los encarcelados, aunque finalmente esto no fue necesario.

Otra real provisión concedida a Colón, por los Reyes Católicos, obligaba a las villas de las costas andaluzas:

...las cibdades e villas e logares de la costa de la mar de Andalucía como de todos los nros. reynos e Señorios (...) Sabedes que nos habemos mandado a Christobal Colon que con tres carabelas vaya a ciertas partes de la mar oceana como nro. capitan (...) por ende nos vos mandamos a todos e a cada uno de vos en vros. logares e jurisdicciones que cada quel dicho Christobal Colon hobiere menester....
Granada, 30 de abril de 1492.
Archivo General de Indias. Signatura: PATRONATO, 295, N.4.

 En presencia del escribano Alonso Pardo, Cristóbal Colón ejecutó esta Real provisión en el Puerto de Moguer, embargando dos naves, embarcaciones que más tarde fueron desechadas. Pero seguía sin conseguir enrolar a la tripulación necesaria para la empresa. Los monarcas emitieron entonces, el 20 de junio en Guadalupe, un poder dirigido a la villa de Palos y una comisión a la villa de Moguer para que cumplieran las reales provisiones anteriores, la dirigida a la villa de Palos, y la genérica que usó Colón en Moguer.

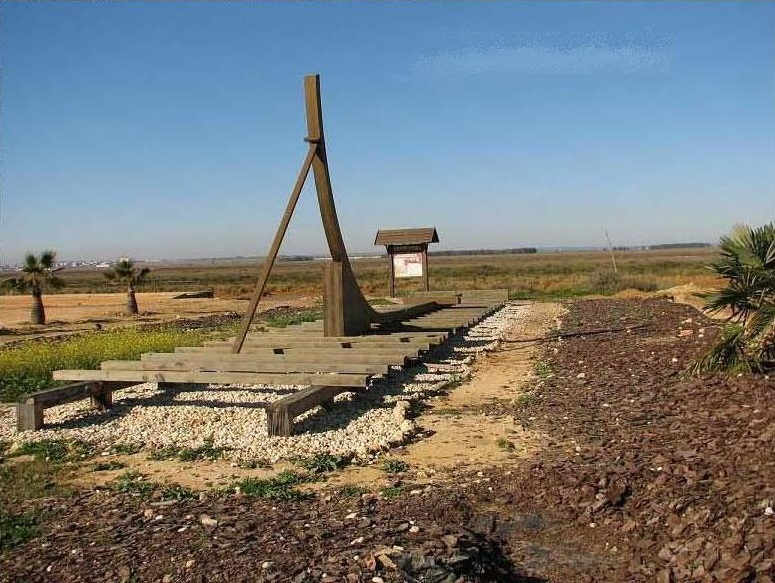
Puerto de Moguer y Astilleros de La Niña

En estas circunstancias, y gracias a la ayuda de los franciscanos del monasterio de La Rábida y a Pero Vázquez de la Frontera, viejo y respetado marino de la zona, Colón conoció a Martín Alonso Pinzón, rico armador y líder natural de la zona gracias a sus muchas navegaciones tanto por el Océano Atlántico como por el Mar Mediterráneo, y por los que había amasado fortuna y fama. Además de los ánimos y la influencia de estas amistades, al mayor de los hermanos Pinzón le habría convencido también la propuesta que, según el testimonio de Alonso Gallego en los Pleitos colombinos, Colón le hizo a Martín Alonso:

Señor Martín Alonso Pinçón, vamos a este viage que, si salimos con él y Dios nos descubre tierras, yo os prometo por la Corona Real de partir con vos como un hermano.

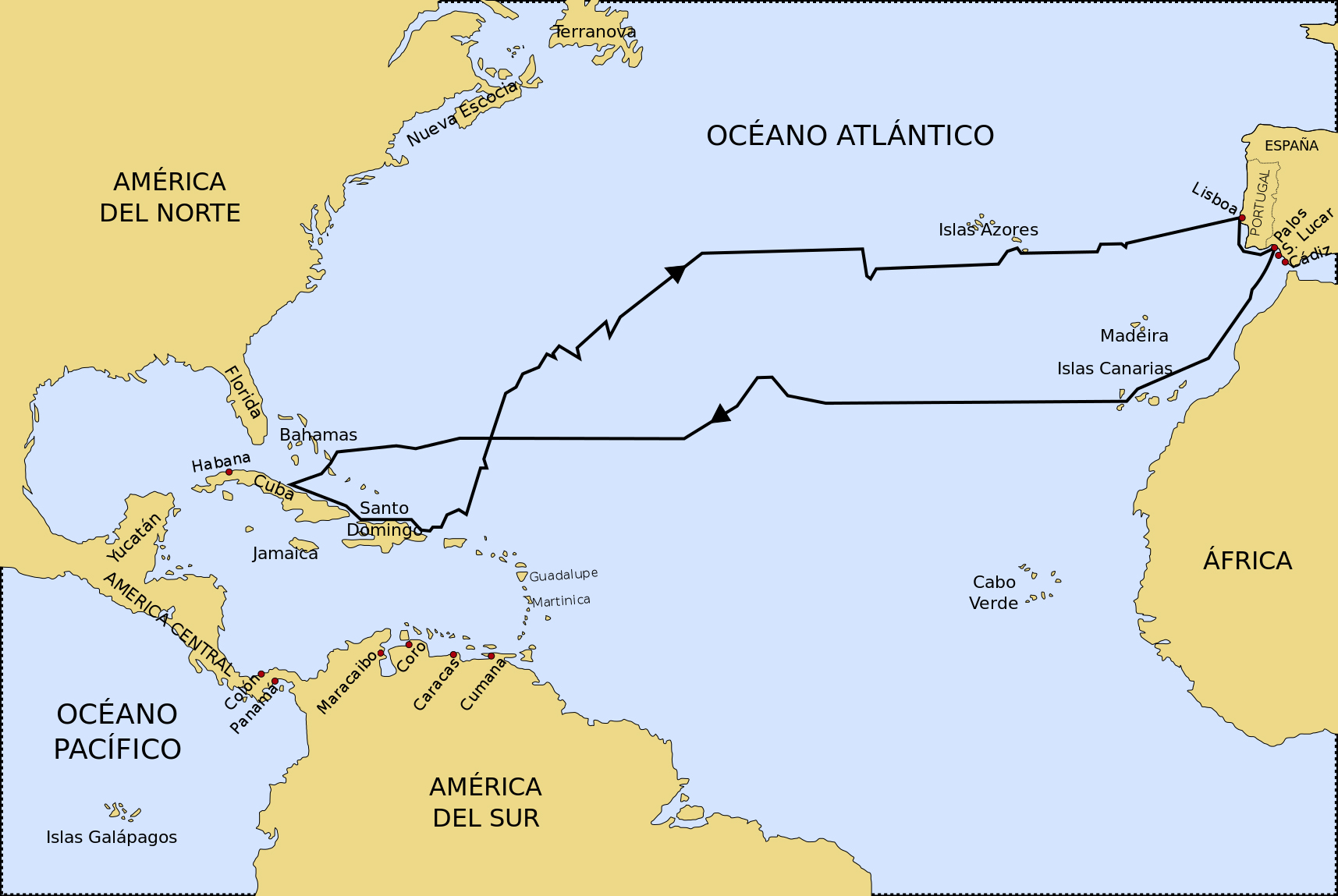
Primer viaje

Sea como fuere Martín Alonso desde aquel momento comenzó una enérgica campaña en favor de la empresa. Aportó de su hacienda personal medio millón de maravedís, la tercera parte de los gastos en metálico de la empresa. y convence a sus hermanos, Francisco y Vicente, y a los Hermanos Niño, destacada familia marinera de Moguer, y con los cuales se consigue animar y enrolar a toda la marinería necesaria para la empresa, hombres de Palos, del vecino Moguer, de Huelva, del resto de la comarca e incluso de fuera de Andalucía. Marinería que ahora sí se arriesgaba a aquella navegación, ya que el hecho de que Martín Alonso Pinzón, con sus hermanos y los Hermanos Niño, estuvieran a la cabeza de dicha armada, era una garantía para los hombres de la zona del Tinto-Odiel. Gracias a esto el día 23 de junio se abrió la tabla de enrolamiento pacíficamente en Palos de la Frontera y se alistó libremente la marinería necesaria. Es probable qué, tal como afirma el padre Ortega en su obra, no diera tiempo a que en tres días llegase la ejecutoria de los monarcas, -el poder y la comisión dirigidas a Palos y a la vecina Moguer-, debido a la distancia a recorrer desde Guadalupe hasta Palos de la Frontera, lo cual, debido ya a los acontecimientos ocurridos, las haría innecesarias.
Ultimados los preparativos la expedición partió del Puerto de Palos, el 3 de agosto de 1492. La escuadra colombina estaba formada por las carabelas Pinta, Niña y la nao Santa María. La Pinta y la Niña fueron costeadas por el concejo de Palos, en cumplimiento de la citada real provisión. La Niña era propiedad de los Hermanos Niño. La tripulación estaba formada por unos 90 hombres aproximadamente, siendo la gran mayoría de los pueblos colombinos de Moguer y Palos de la Frontera.

## Washington Irving, redescubridor de los Lugares colombinos

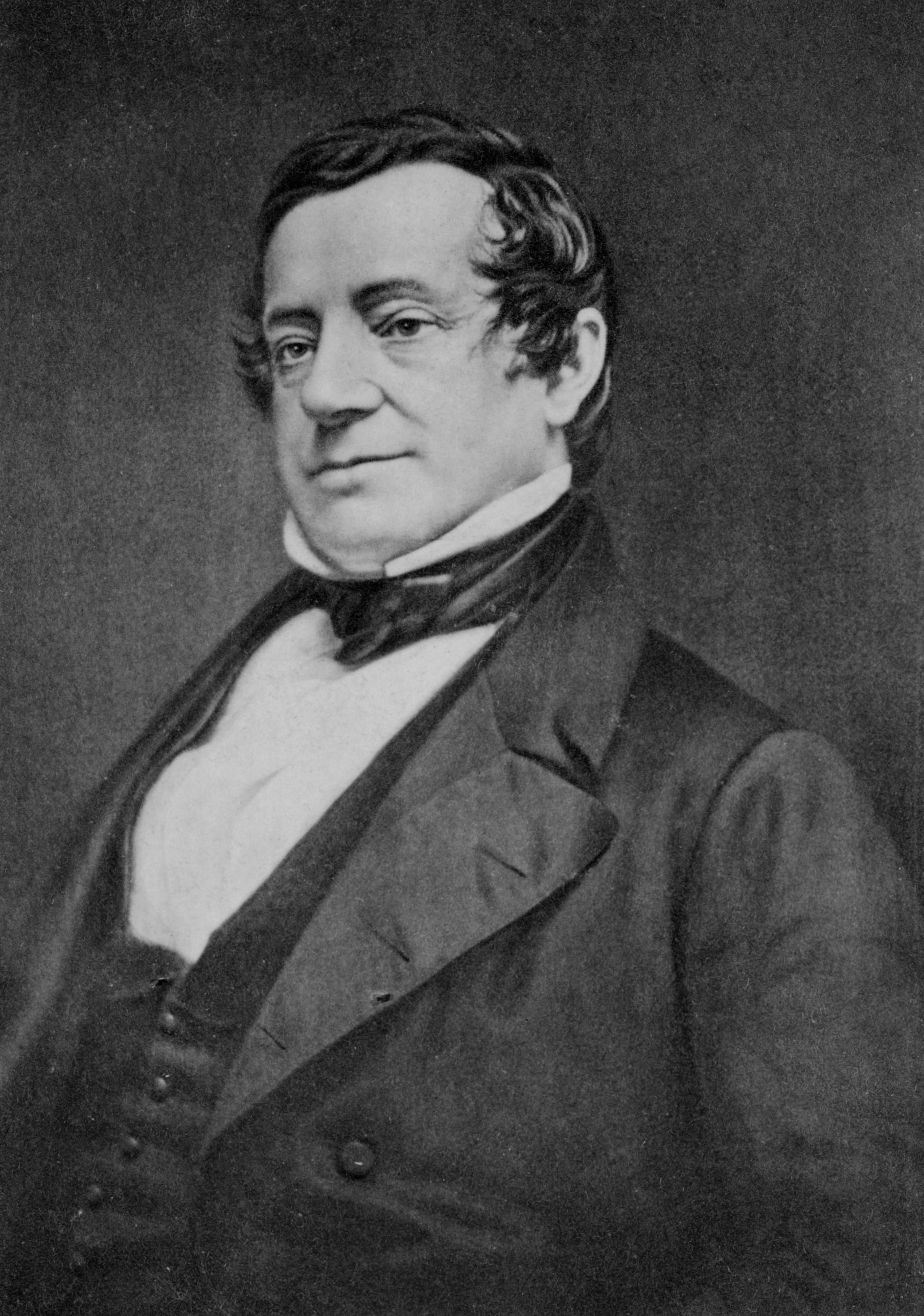
Washington Irving

Irving recibió una carta del embajador de los Estados Unidos de América en España, Alexander Hill Everett, del 30 de enero de 1826 invitándole a reunirse con él en Madrid. Fue agregado en la legación norteamericana en España, con la misión de traducir al inglés una colección de documentos sobre Cristóbal Colón que el historiador y marino Martín Fernández de Navarrete había empezado a publicar. Realizó el viaje con su hermano Peter. Llegaron a Madrid el 15 de febrero de 1826.
En Madrid, Irving se puso a trabajar en aquel proyecto. Se alojó en la casa de Obadiah Rich, que tenía una gran biblioteca con muchos libros sobre España y América. Washington Irving, George Ticknor, profesor de la Universidad de Harvard, y William H. Prescott consultaron la colección de libros de Obadiah Rich para escribir sus obras. Consideró el libro de Navarrete un conjunto de documentos que no interesarían a los lectores y, tras dos meses de trabajo, decidió escribir una obra biográfica sobre Colón. Para ello, se basó en la obra de Navarrete y en libros de bibliotecas de Madrid. Terminó el libro en el verano de 1827. Se tituló Una historia de la vida y viajes de Cristóbal Colón. La editorial John Murray lo publicó en Londres en cuatro volúmenes a comienzos de 1828. La editorial G. & G. Carvill lo publicó en Nueva York en tres volúmenes.
Entre 1833 y 1834 se publicó una traducción al español de José García de Villalta de Una historia de la vida y viajes de Cristóbal Colón en cuatro volúmenes en la Imprenta de José Palacios de Madrid. Irving se instaló en abril de 1828 en Sevilla. Washington Irving decidió hacer una excursión desde Sevilla para visitar los Lugares Colombinos. El 12 de agosto fue a Moguer. Allí fue a conocer a los descendientes de los Pinzón. Juan Hernández-Pinzón le invitó a hospedarse en su casa, donde pasó aquellos días, y Luis Hernández-Pinzón le prestó un libro sobre su familia. Visitó el Convento de Santa Clara, las casas de todos los de la familia Pinzón y el Castillo de Moguer. Al día siguiente fue a Palos de la Frontera, donde visitó la Iglesia de San Jorge y el Monasterio de Santa María de La Rábida. Tras esto regresó a Moguer. El 14 de agosto pasó por Villarrasa, Niebla, La Palma del Condado y Villalba del Alcor camino de Sanlúcar la Mayor, desde donde regresó a Sevilla.
En noviembre y diciembre de 1828 consultó, con su correspondiente autorización, el Archivo General de Indias y la Biblioteca Colombina de Sevilla para publicar una segunda edición corregida de su biografía de Colón. Escribió un libro titulado Viajes y descubrimientos de los compañeros de Colón, con un anexo titulado Una visita a Palos, donde describe su viaje a estos lugares. Este libro fue publicado en Londres en 1831 por John Murray y en Filadelfia ese mismo año por Carey y Lea. Este libro fue publicado en español por la Imprenta de Gaspar y Roig de Madrid en 1854. El viaje también figura en las notas de su diario de los días 12, 13 y 14 de agosto de 1828. Sus escritos fueron determinantes en la difusión y recuperación histórica de dichos lugares. Gracias a estas obras Palos de la Frontera, La Rábida, Moguer, los hermanos Pinzón, los hermanos Niño, Fray Juan Pérez, etc.; fueron conocidos mundialmente como protagonistas del Descubrimiento de América.
La Diputación Provincial de Huelva, con motivo de la celebración anual del Descubrimiento de América, el 12 de octubre de 2001, hizo un reconocimiento oficial de la labor difusora y de rescate de la memoria histórica de los Lugares Colombinos realizada por Washington Irving en todo el mundo. En febrero de 2016, el Parlamento Andaluz, aprobó la inclusión Huelva en la Ruta de Washington Irving, incluyendo los Lugares Colombinos, sobre la base de la visita que realizó, en 1828, a Moguer, Palos de la Frontera y La Rábida.
En 2020 se inauguró una estatua de este escritor en La Rábida.
- Extracto de las notas del diario de Washington Irving

## Figuras de protección de los Lugares Colombinos

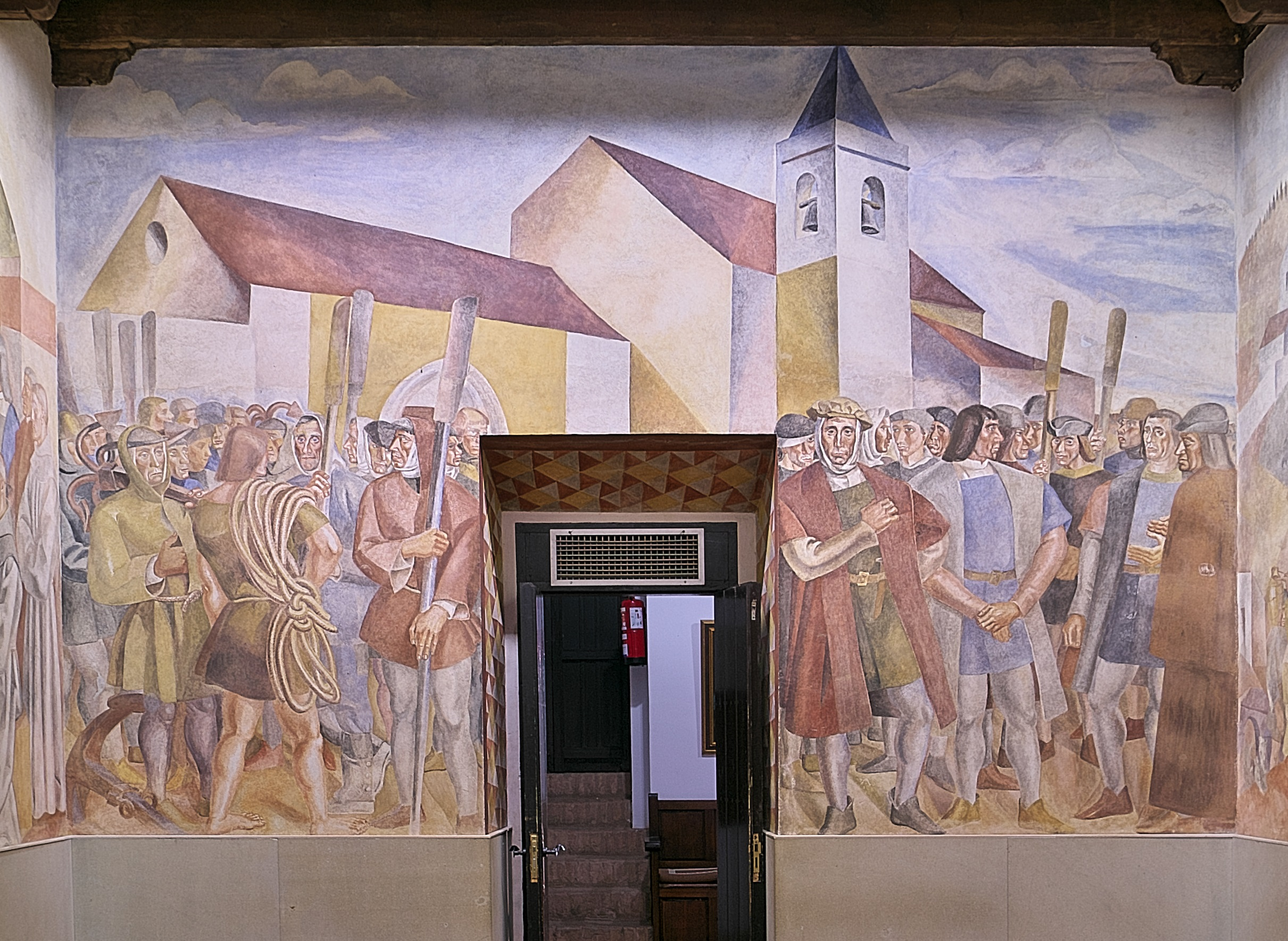
“Los heroicos hijos de Palos y Moguer”. Pintura de Daniel Vázquez Díaz (monasterio de La Rábida)

### Decreto 553/1967 del Gobierno de España[3]
- Texto completo del Decreto

El Decreto promovido por el Ministerio de Educación y Ciencia fue aprobado el 2 de marzo de 1967. En el expositivo del Decreto, se desarrolla la motivación histórica que mueve al Gobierno del Estado a proteger a los municipios de Palos de la Frontera y Moguer, bajo la denominación de "Lugares Colombinos", reconociendo la aportación fundamental de sus gentes y los hechos acontecidos que posibilitaron la organización y posterior ejecución del primer viaje colombino.
Se protegen bajo la figura de Conjunto histórico artístico un área, determinada en planimetría, de los municipios de Palos de la Frontera y Moguer, englobando los cascos urbanos y zonas portuarias de ambos municipios, todo el entorno del Monasterio de la Rábida y la Isla de Saltés en Huelva. Destaca como principales monumentos la Iglesia de San Jorge, el Puerto de Palos, la Fontanilla, el Castillo de Palos y el Monasterio de la Rábida, en Palos de la Frontera, y el Monasterio de Santa Clara, el Puerto de Moguer, el Convento de San Francisco, la Iglesia Nuestra Señora de la Granada y la Casa Consistorial en Moguer.

### Decreto 167/2016 del gobierno de la Junta de Andalucía[4]
- Texto completo del Decreto

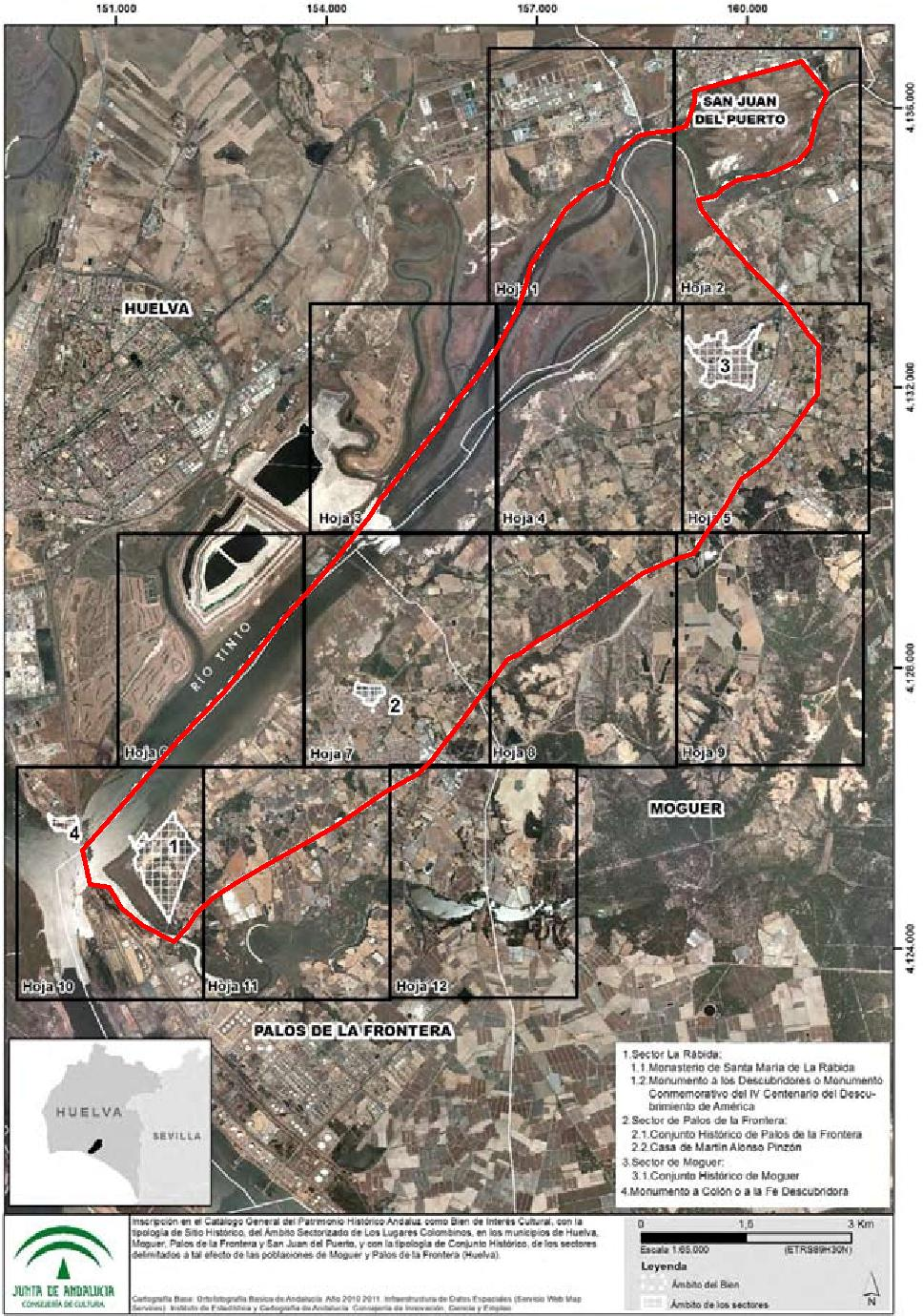
Delimitación BIC 167/2016

Terminada la instrucción del procedimiento, el Consejo de Gobierno de la Junta de Andalucía, aprobó definitivamente el decreto el 18 de octubre de 2016. El decreto está compuesto de tres partes: la parte expositiva, la parte legislativa y el anexo del decreto.
I.- La parte expositiva se subdivide en tres partes. En la primera se detalla la legislación que ampara el procedimiento administrativo. En la segunda se expone la motivación histórica que legitima la inscripción de los Bienes en el Patrimonio Histórico Andaluz. Por último, en la tercera parte se detalla el procedimiento administrativo seguido en su tramitación.
Destaca, en la parte expositiva, la justificación de como, el decreto, pretende adaptar y mejorar la protección que ya existía en el decreto anterior 553/1967, adecuándola a la legislación vigente. Y desarrolla ampliamente la motivación histórica que ampara la inscripción de los Conjuntos Históricos de Palos de la Frontera y Moguer como hitos claves que fueron en la preparación y desarrollo del primer viaje cuyo resultado fue el Descubrimiento de América. Se detalla las múltiples gestiones realizadas por Cristóbal Colón en ambos municipios, para ir sumando apoyos a la empresa descubridora, apoyos tan determinantes como el encontrado en los frailes del Monasterio de la Rábida, fray Antonio de Marchena y Fray Juan Pérez, la abadesa Inés Enríquez del Monasterio de Santa Clara, y los hermanos Pinzón de Palos de la Frontera y los hermanos Niño de Moguer. También se justifica la incorporación de nuevos elementos, con la tipología de Sitio histórico, relacionados con las conmemoraciones de los hechos históricos del Descubrimiento, en el IV Centenario del Descubrimiento (1892), la Exposición Iberoamericana de 1929 y el V Centenario del Descubrimiento (1992), así como del "Puerto escondido".
II.- Este apartado detalla la parte legislativa del proceso, con el acuerdo de inscribir en el Catálogo General del Patrimonio Histórico Andaluz a los "Lugares Colombinos" con las tipologías de Sitio histórico y Conjunto Histórico.
III.- El anexo del decreto también se subdivide en tres partes. En la primera se detalla los hitos recogidos con la tipología de Sitio histórico, en la segunda se detalla las áreas que conforman los Conjuntos Históricos en Palos de la Frontera y Moguer, y la tercera está formada por la cartografía del Sitio Histórico y de los Conjuntos Históricos.
a.- Quedan inscritos como Sitio histórico los siguientes elementos:
- En Palos de la Frontera: Iglesia de San Jorge Mártir, Puerto de Palos, Castillo de Palos, La Fontanilla y la Casa Museo de Martín Alonso Pinzón. En La Rábida:: Monasterio de Santa María de la Rábida y el Monumento a los Descubridores.
- En Moguer: Monasterio de Santa Clara, Hospital del Corpus Christi, Castillo de Moguer, Puerto de Moguer, Convento de San Francisco, Iglesia Nuestra Señora de la Granada, Casa Consistorial y la Casa Museo Zenobia y Juan Ramón.
- En Huelva: El Monumento a Colón, situado en la Punta del Sebo.
- En San Juan del Puerto: El Puerto Histórico o Puerto escondido.
b.- Se inscriben como Conjunto Histórico parte de los cascos urbanos de Palos de la Frontera y Moguer, y el entorno del Monasterio de la Rábida.
- En Palos de la Frontera se protege como Conjunto Histórico el casco urbano medieval que circunda a la Iglesia de San Jorge, el Castillo, la Fontanilla y el Puerto de Palos. Además, se incluye la Casa de Martín Alonso Pinzón. En La Rábida se protege todo el entorno del Monumento a los Descubridores y del Monasterio de la Rábida hasta las riberas circundantes.
- En Moguer se protege como Conjunto Histórico al entramado de calles alrededor del eje de la calle Ribera que conectaba al casco urbano con el Puerto de Moguer, y el camino Real que lo conectaba a Palos de la Frontera y Niebla, así como el entorno de la Iglesia Nuestra Señora de la Granada, el Castillo, el Monasterio de Santa Clara y el Convento de San Francisco.
c.- Concluye el anexo con la cartografía general y de detalle de delimitación de Sitio Histórico y de los Conjuntos Históricos de Palos de la Frontera y Moguer.

## Candidatura aPatrimonio de la Humanidad
La iniciativa parte, a primeros del año 2010, de la Asociación de Estudios Iberoamericanos y Colombinos "Rábida". Esta recabó el apoyo de los distintos agentes sociales (sindicatos, empresarios, asociaciones vecinales, grupos políticos, etc.) para su adhesión al manifiesto, para que La Rábida y los lugares colombinos de Huelva sean declarados Patrimonio de la Humanidad por la UNESCO. También puso en marcha una campaña de recogida de firmas para apoyar la candidatura, así como una iniciativa web para recabar apoyos en la red.
El 24 de febrero de 2011 el Senado apoyaba, con el voto unánime de todos los grupos políticos, la petición de Patrimonio de la Humanidad para los Lugares del Descubrimiento, la creación de una Sede Cultural de las Cumbres Iberoamericanas en la provincia de Huelva y la celebración de encuentros de jefes de Estado, y de Presidentes de Gobierno de la Unión Europea y de Iberoamérica.
El 13 de octubre de 2011 se reúnen el alcalde de Moguer, Gustavo Cuéllar, el primer mandatario palermo, Carmelo Romero, y la presidenta de la Diputación de Huelva, Petronila Guerrero, para aunar esfuerzos y liderar de manera conjunta la candidatura para que La Rábida y Los Lugares Colombinos sean declarados Patrimonio de la Humanidad. El objetivo es conseguir que los dos ayuntamientos, vinculados de manera directa a la gran gesta americana, asuman el protagonismo que les corresponde en la promoción de la candidatura presentada por la administración provincial, una candidatura preparada en colaboración con la Universidad de Huelva y la Universidad Internacional de Andalucía, quienes se han encargado de elaborar y argumentar con rigor científico la solicitud. El expediente de solicitud presentado, se entregará a la Junta de Andalucía, que es quien debe seguir la tramitación del procedimiento.
El 16 de noviembre de 2011, los ediles colombinos entregan al consejero de Cultura de la Junta de Andalucía, la documentación elaborada, para impulsar la candidatura de La Rábida y los Lugares Colombinos a la Declaración de Patrimonio de la Humanidad por parte de la UNESCO, de forma paralela la Diputación de Huelva encargó a la Universidad de Huelva y a la Universidad Internacional de Andalucía la elaboración del documento técnico que avale la propuesta.
El 3 de marzo de 2013 la comisión de expertos de las universidades entregó el documento técnico histórico elaborado. Una vez se completa el resto de la documentación necesaria para la tramitación del expediente, el 29 de julio de 2015, se entrega a la Junta de Andalucía. A partir de este momento el proceso de solicitud, de declaración de Patrimonio de la Humanidad para los Lugares Colombinos, pasa a ser liderado por la Consejería de Cultura, que solicitará también la implicación del Ministerio de Asuntos Exteriores para comenzar a recabar apoyos internacionales que avalen, argumenten y agilicen la petición. Una vez concluida la elaboración del expediente, este será remitido al Consejo Español de Patrimonio Histórico, entidad que deberá elevar finalmente la solicitud formal de declaración a la UNESCO.
El 2 de octubre de 2015, en la reunión n.º 77, el Consejo de Patrimonio Histórico del Gobierno de España incluyó en la "Lista Indicativa de Patrimonio Mundial de la UNESCO" cuatro propuestas, entre las que se encuentra la propuesta de los Lugares Colombinos, presentada por la Junta de Andalucía. La propuesta incluye 14 bienes culturales pertenecientes a los municipios Palos de la Frontera, Moguer, San Juan del Puerto y Huelva. De Palos de la Frontera se incluyen el Monasterio de Santa María de La Rábida, el Monumento a los Descubridores, llamada también Columna del IV Centenario, la Iglesia de San Jorge, La Fontanilla, la Casa de Martín Alonso Pinzón y el Puerto Histórico de Palos. Moguer aporta el Monasterio de Santa Clara, el Convento de San Francisco, La Casa Museo de Zenobia y Juan Ramón Jiménez y el Puerto Histórico de Moguer. En Huelva, los bienes culturales que integran el documento son el Santuario de Nuestra Señora de La Cinta, la casa Colón y el Monumento a Colón. Por último, en San Juan del Puerto se incluye su Puerto Histórico.
La "Lista Indicativa" es de vital importancia, ya que, si un bien no figura en la misma al menos con un año de antelación, el país no podrá elevar al Comité del Patrimonio de la Humanidad, una propuesta de candidatura de dicho bien. A partir de este momento el Estado debe elaborar el expediente siendo lo más exhaustivo posible y adjuntando toda la documentación necesaria de acuerdo con el formato recogido en las Directrices Operativas. Esta documentación debe enviarse al Centro de Patrimonio Mundial antes del 1 de febrero de cada año, es decir, 18 meses antes de la Reunión del Comité. El Centro verifica que la documentación es correcta y la traslada a los Órganos Consultivos para su posterior evaluación. Una vez evaluada, los 21 miembros del Comité, tras estudiar los informes de los Órganos Consultivos y debatirlo, deciden finalmente sobre la candidatura.
Finalmente, el 29 de enero de 2016, la candidatura "Monasterio de Santa María de La Rábida y los Lugares Colombinos de Huelva" fue inscrita en la Lista Indicativa de España del Patrimonio de la Humanidad, en la categoría de bien cultural con el número de referencia 6080, como propuesta para ser declarada Patrimonio de la Humanidad.
A principios del año 2024, la Diputación de Huelva, junto al Catedrático de Historia Moderna de la Universidad de Huelva, David González Cruz, votaron por unanimidad en un pleno el impulso a la candidatura para que los Lugares Colombinos sean inscritos en la Lista del Patrimonio Mundial.

## Candidatura aSello de Patrimonio Europeo
El proyecto liderado por la Diputación de Huelva junto a los municipios de Huelva, Palos de la Frontera, Moguer y San Juan del Puerto, el Cabildo Insular de La Gomera, el ayuntamiento de Bayona La Real (Galicia) y la Academia Portuguesa de la Historia de Lisboa, busca la proyección a nivel europeo de los Lugares Colombinos con el objetivo de afianzar, mediante la historia, la cultura y el patrimonio, la identidad común de los lugares de España y Portugal ligados a la figura de Colón y al Encuentro entre dos mundos. El 13 de abril de 2018, se presenta al Consejo de Patrimonio Histórico del Ministerio de Cultura de España y es aprobado por unanimidad la candidatura a sitio temático transnacional europeo.
Precisamente en estos lugares se gestó el primer gran proyecto europeo que transformó la Humanidad, al estar asociado al gran movimiento expansionista del siglo XV que dio origen a la primera globalización. Sus consecuencias supusieron una revolución sin precedentes a todos los niveles, cambiando la configuración del mundo conocido y el rumbo de la historia europea del momento y de siglos posteriores, de ahí que sean un referente de la huella de este navegante y sus marinos y un pilar en los inicios de la conformación de la Europa moderna y la construcción de una identidad europea común.
La concesión de este distintivo internacional se plantea como una cuestión de "justicia histórica para los municipios colombinos", un logro "histórico" que "marcaría definitivamente al conjunto de estos territorios como uno de los parajes que han jugado un papel fundamental no solo en la construcción de Europa sino como pieza clave en la historia del mundo tal como hoy lo entendemos". Este proyecto transnacional busca la proyección a nivel europeo de los Lugares Colombinos, surgida a la estela de la conmemoración durante el año pasado del 525º aniversario del Descubrimiento de América, con el objetivo de afianzar, mediante la historia, la cultura y el patrimonio, la identidad común de los lugares de España y Portugal ligados a la figura de Colón y al Descubrimiento de América.

## Accesos
Al principio los accesos se caracterizaban por ser a través de la Ría de Huelva por medio de pequeñas embarcaciones, o a través de la antigua carretera Huelva-Sevilla (actual A-472) a su paso por San Juan del Puerto. Una vez que en la década de los 70 llegan las industrias a la zona, se construye el puente sobre la ría de Huelva, que une a la capital tanto con las playas de Mazagón como con los "Lugares colombinos".
Los accesos por tanto hacia la zona son por las siguientes vías:
- Desde Huelva capital: a través de la H-30, la N-442 y H-624 hacia La Rábida (10 km) y Palos de la Frontera (13 km) y a través de la H-30, A-49 (dirección Sevilla) y A-494 hacia Moguer (20 km).
- Desde la provincia de Sevilla: a través de la A-49 (dirección Huelva) y la A-494 hacia Moguer (86 km), Palos de la Frontera (93 km) y La Rábida (96 km).